# Itara palawanensis
Itara palawanensis är en insektsart som beskrevs av Andrej Vasiljevitj Gorochov 2004. Itara palawanensis ingår i släktet Itara och familjen syrsor. Inga underarter finns listade i Catalogue of Life.